# پروپانیل
پروپانیل (به انگلیسی: Propanil) با فرمول شیمیایی C۹H۹Cl۲NO یک ترکیب شیمیایی با شناسه پاب‌کم ۴۹۳۳ است؛ که جرم مولی آن 218.08 g/mol می‌باشد. شکل ظاهری این ترکیب، جامد بلوری سفید است.